# Lista localităților din provincia Burdur

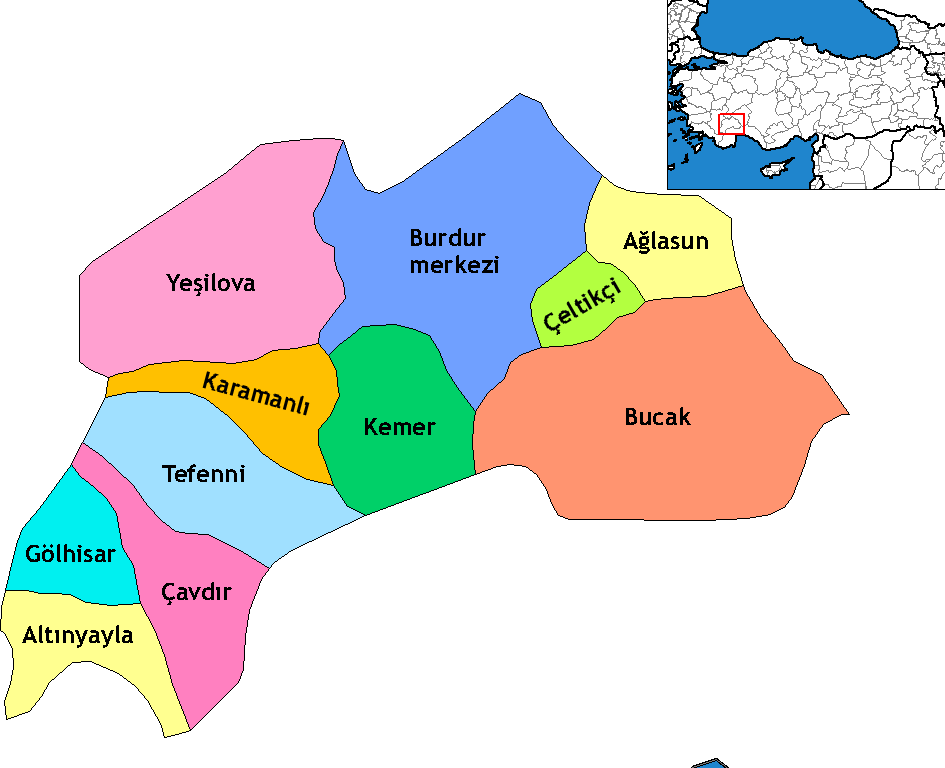
Provincia Burdur

Aceasta este lista localităților din Provincia Burdur, Turcia, după districte. În secțiunile de mai jos, prima localitate din fiecare listă este centrul administrativ al districtului.

## Burdur
- Burdur
- Aksu, Burdur
- Akyaka, Burdur
- Akyayla, Burdur
- Askeriye, Burdur
- Aşağı Müslümler, Burdur
- Aziziye, Burdur
- Başmakçı, Burdur
- Bayındır, Burdur
- Bereket, Burdur
- Beşkavak, Burdur
- Boğaziçi, Burdur
- Bozlar, Burdur
- Büğdüz, Burdur
- Cimbilli, Burdur
- Çallıca, Burdur
- Çatağıl, Burdur
- Çendik, Burdur
- Çine, Burdur
- Düğer, Burdur
- Erikli, Burdur
- Gökçebağ, Burdur
- Günalan, Burdur
- Güneyyayla, Burdur
- Hacılar, Burdur
- Halıcılar, Burdur
- İğdeli, Burdur
- İlyas, Burdur
- Kapaklı, Burdur
- Karacaören, Burdur
- Karaçal, Burdur
- Karakent, Burdur
- Kartalpınar, Burdur
- Kavacık, Burdur
- Kayaaltı, Burdur
- Kayış, Burdur
- Kocapınar, Burdur
- Kozluca, Burdur
- Kökez, Burdur
- Kumluca, Burdur
- Kuruçay, Burdur
- Sarıova, Burdur
- Soğanlı, Burdur
- Suludere, Burdur
- Taşkapı, Burdur
- Ulupınar, Burdur
- Yakaköy, Burdur
- Yarıköy, Burdur
- Yassıgüme, Burdur
- Yaylabeli, Burdur
- Yazıköy, Burdur
- Yeşildağ, Burdur

## Ağlasun
- Ağlasun
- Aşağıyumrutaş, Ağlasun
- Çamlıdere, Ağlasun
- Dereköy, Ağlasun
- Hisar, Ağlasun
- Kiprit, Ağlasun
- Mamak, Ağlasun
- Yazır, Ağlasun
- Yeşilbaşköy, Ağlasun
- Yumrutaş, Ağlasun

## Altınyayla
- Altınyayla
- Asmabağ, Altınyayla
- Ballık, Altınyayla
- Çatak, Altınyayla
- Çörten, Altınyayla
- Kızılyaka, Altınyayla

## Bucak
- Bucak
- Alkaya, Bucak
- Avdancık, Bucak
- Belören, Bucak
- Beşkonak, Bucak
- Boğazköy, Bucak
- Çamlık, Bucak
- Çobanpınarı, Bucak
- Dağarcık, Bucak
- Demirli, Bucak
- Dutalanı, Bucak
- Elsazı, Bucak
- Gündoğdu, Bucak
- Heybeli, Bucak
- İncirdere, Bucak
- Karaaliler, Bucak
- Karacaören, Bucak
- Karaot, Bucak
- Karapınar, Bucak
- Karaseki, Bucak
- Kargı, Bucak
- Kavacık, Bucak
- Keçili, Bucak
- Kestel, Bucak
- Kızılcaağaç, Bucak
- Kızılkaya, Bucak
- Kızıllı, Bucak
- Kızılseki, Bucak
- Kocaaliler, Bucak
- Kuşbaba, Bucak
- Kuyubaşı, Bucak
- Seydiköy, Bucak
- Susuz, Bucak
- Taşyayla, Bucak
- Uğurlu, Bucak
- Ürkütlü, Bucak
- Üzümlübel, Bucak
- Yuva, Bucak
- Yüreğil, Bucak

## Çavdır
- Çavdır
- Anbarcık, Çavdır
- Bayır, Çavdır
- Bölmepınar, Çavdır
- Büyükalan, Çavdır
- İshakköy, Çavdır
- Karaköy, Çavdır
- Kayacık, Çavdır
- Kızıllar, Çavdır
- Kozağacı, Çavdır
- Küçükalan, Çavdır
- Söğüt, Çavdır
- Yazır, Çavdır

## Çeltikçi
- Çeltikçi
- Bağsaray, Çeltikçi
- Çebiş, Çeltikçi
- Güvenli, Çeltikçi
- Kuzköy, Çeltikçi
- Ovacık, Çeltikçi
- Tekkeköy, Çeltikçi

## Gölhisar
- Gölhisar
- Asmalı, Gölhisar
- Çamköy, Gölhisar
- Elmalıyurt, Gölhisar
- Evciler, Gölhisar
- Hisarardı, Gölhisar
- İbecik, Gölhisar
- Karapınar, Gölhisar
- Kargalı, Gölhisar
- Sorkun, Gölhisar
- Uylupınar, Gölhisar
- Yamadı, Gölhisar
- Yeşildere, Gölhisar
- Yusufça, Gölhisar

## Karamanlı
- Karamanlı
- Bademli, Karamanlı
- Dereköy, Karamanlı
- Kağılcık, Karamanlı
- Kayalı, Karamanlı
- Kılavuzlar, Karamanlı
- Kılçan, Karamanlı
- Manca, Karamanlı
- Mürseller, Karamanlı

## Kemer
- Kemer
- Akçaören, Kemer
- Akören, Kemer
- Belenli, Kemer
- Elmacık, Kemer
- Kayı, Kemer
- Pınarbaşı, Kemer
- Yakalar, Kemer

## Tefenni
- Tefenni
- Başpınar, Tefenni
- Bayramlar, Tefenni
- Belkaya, Tefenni
- Beyköy, Tefenni
- Çaylı, Tefenni
- Ece, Tefenni
- Hasanpaşa, Tefenni
- Karamusa, Tefenni
- Sazak, Tefenni
- Seydiler, Tefenni
- Yaylaköy, Tefenni
- Yeşilköy, Tefenni
- Yuva, Tefenni
- Yuvalak, Tefenni

## Yeşilova
- Yeşilova
- Akçaköy, Yeşilova
- Alanköy, Yeşilova
- Armut, Yeşilova
- Aşağı Kırlı, Yeşilova
- Başkuyu, Yeşilova
- Bayındır, Yeşilova
- Bayırbaşı, Yeşilova
- Bedirli, Yeşilova
- Beyköy, Yeşilova
- Büyükyaka, Yeşilova
- Çaltepe, Yeşilova
- Çardak, Yeşilova
- Çeltek, Yeşilova
- Çuvallı, Yeşilova
- Dereköy, Yeşilova
- Doğanbaba, Yeşilova
- Düden, Yeşilova
- Elden, Yeşilova
- Gençali, Yeşilova
- Gökçeyaka, Yeşilova
- Güney, Yeşilova
- Harmanlı, Yeşilova
- Horozköy, Yeşilova
- Işıklar, Yeşilova
- İğdir, Yeşilova
- Karaköy, Yeşilova
- Karatlı, Yeşilova
- Kavak, Yeşilova
- Kayadibi, Yeşilova
- Niyazlar, Yeşilova
- Onacak, Yeşilova
- Orhanlı, Yeşilova
- Örencik, Yeşilova
- Salda, Yeşilova
- Sazak, Yeşilova
- Taşpınar, Yeşilova
- Yarışlı, Yeşilova
- Yukarı Kırlı, Yeşilova